# Prasinocyma exilior
Prasinocyma exilior är en fjärilsart som beskrevs av Fletcher 1958. Prasinocyma exilior ingår i släktet Prasinocyma och familjen mätare. Inga underarter finns listade i Catalogue of Life.